# Leuctra helvetica
Leuctra helvetica is een steenvlieg uit de familie naaldsteenvliegen (Leuctridae). De wetenschappelijke naam van de soort is voor het eerst geldig gepubliceerd in 1956 door Aubert.